# Letzeburgsk
Letzeburgsk (letzeburgsk Lëtzebuergesch [ˈlət͡səbuɐ̯jəʃ]) er et højtysk sprog, som primært tales af 400.000 mennesker i Storhertugdømmet Luxembourg (Groussherzogtum Lëtzebuerg), hvor sproget har officiel status, sammen med tysk og fransk.
Sproget tales også i små områder i de omkringliggende lande, som f.eks. Belgien (i provinsen Luxembourg), Frankrig (i små dele af Lorraine) og Tyskland (rundt Bitburg og Trier). I Tyskland og Lorraine regnes letzeburgsk dog blot som en variant af den lokale tyske dialekt.